# Aniela Jaffé
Aniela Jaffé (20 de fevereiro de 1903 – 30 de outobro de 1991) era uma analista suíça que, por muitos anos, foi colega de Carl Gustav Jung. Ela foi a editora do trabalho semi-autobiográfico de Jung, Memórias Sonhos e Reflexões.

## Vida
Jaffé nasceu em Berlim, filha de pais judeus. Ela estudou psicologia em Hamburgo antes de fugir dos nazistas. Jaffé fugiu à Suíça na década de 1930. Nesse país, ela foi analisada primeiro por Liliane Frey, e, em seguida, por Jung. Por fim, tornou-se ela própria uma analista jungiana.
De 1947 a 1955, ela serviu como secretária do Instituto C. G. Jung, em Zurique antes de trabalhar como a secretária pessoal de Jung de 1955 a 1961. Ela continuou a fornecer análises e interpretações de sonhos até seus 80 anos.

## Controvérsia: a autobiogrfia de Jung
O quão responsável Jaffé foi pela publicação da autobiografia de Jung foi motivo de controvérsia.  Opiniões atuais sugerem que apenas os três primeiros capítulos do livro Memórias, Sonhos e Reflexões foram de fato escritos por Jung. O restanto foi o trabalho da própria Jaffé.

## Simbolismo e parapsicologia
Jaffé escreveu sobre o simbolismo na arte moderna e explorou fenômenos parapsicológicos usando o conceito jungiano de sincronicidade. Esse texto está no livro O Homem e Seus Símbolos.

## Obras (título original em alemão)
- Aus C.G. Jungs letzten Jahren und andere Aufsätze (bisher erschienen unter dem Titel: 'Aufsätze zur Psychologie C.G. Jungs', 1981), 2. Auflage 1987 Daimon Verlag, ISBN 978-3-85630-009-8
- Bilder und Symbole aus E.T.A. Hoffmanns Märchen „Der goldne Topf“, 1. Auflage 1978 Gerstenberg Verlag, 5. Auflage 2010, Daimon Verlag, ISBN 978-3-85630-738-7
- C.G. Jung, Bild und Wort,1. Auflage 1977 Walter Verlag
- C.G. Jung, Briefe (Band I-III), 1. Auflage 1993 Patmos Verlag
- Der Mythus vom Sinn im Werk von C.G. Jung, 1. Auflage 1983, 4. Auflage 2010, Daimon Verlag, ISBN 978-3-85630-737-0
- Erinnerungen Träume und Gedanken von C.G. Jung, 1. Auflage Rascher Verlag 1969, 18. Auflage (korrigierte Sonderausgabe) 2013 Patmos Verlag, ISBN 978-3-8436-0191-7
- Geistererscheinungen und Vorzeichen, 1. Auflage 1995, 4. Auflage 2008, Daimon Verlag, ISBN 978-3-85630-716-5
- Mystik und Grenzen der Erkenntnis, 1. Auflage 1988 Daimon Verlag, ISBN 978-385630-033-3
- Parapsychologie Individuation Nationalsozialismus Themen bei C.G. Jung, 1. Auflage 1985, Daimon Verlag, ISBN 978-3-85630-019-7
- Religiöser Wahn und schwarze Magie, d. trag. Leben d. Anna Kingsford (1846 - 1888). Neugestaltung d. 1980 im Bonz-Verl. erschienenen Bd. "Anna Kingsford, religiöser Wahn und Magie". Zürich: Daimon-Verl., 1986. ISBN 3-85630-024-4.